# Brian's a Bad Father
Brian's a Bad Father (titulado Brian es un mal padre en Hispanoamérica y España) es el undécimo episodio de la duodécima temporada y el número 221 en general de la serie animada cómica Padre de familia. Se estrenó originalmente en Estados Unidos el 26 de enero de 2014 por FOX.
El episodio marca la segunda aparición del hijo humano de Brian, Dylan, después de "The Former Life of Brian".

## Argumento
El hijo humano de Brian, Dylan, vuelve a Quahog. Mientras que Dylan trata de reconectar con su padre, Brian trata de ignorarle y mantenerse alejado de él. Pero cuando Brian se entera de que Dylan es ahora el protagonista de una nueva serie de Disney Channel, utiliza a su hijo para poder formar parte de los guionistas de la serie y así conseguir darle un empujón a su carrera literaria. Pero poco después de ser contratado, es despedido por el productor de la serie por dar ideas para los capítulos que no son apropiadas para la edad de los actores. Brian recurre a Dylan para que no le despidan, pero es entonces cuando Dylan ve que su padre solo lo está utilizando y le dice que no quiere volver a verle. Cuando Stewie ve a Brian ahogando sus penas en alcohol, Brian se da cuenta de lo egoísta que ha sido con Dylan y que ha estropeado la oportunidad de volver a conectar con él. Stewie decide ayudarle a disculparse con Dylan. En el primer intento Brian recibe una paliza de un agente de seguridad después de intentar colarse. Stewie tiene la idea de ir a un casting para la colarse y cuando consigue el papel, mientras están grabando un episodio de la serie y está interpretando su personaje, le dice a Dylan lo mucho que lo siente Brian por haberle tratado tan mal y que quiere ser un buen padre. Dylan encuentra a Brian sentado en el banco de un parque. Ahí Brian le pide disculpas a su hijo y le pide otra oportunidad para ser un buen padre. Dylan acepta sus disculpas y los dos se abrazan felizmente.
Mientras tanto, Peter, Quagmire y Joe van de caza y Peter termina disparando a Quagmire. Cuando se reúnen los tres en La Almeja Borracha, Quagmire le dice a Peter que ya no quiere volver a ser su amigo porque está harto de su comportamiento hacia él. Esto causa una pelea entre los dos para ganarse el afecto de Joe. Él finalmente elige a Quagmire porque cree que él ha estado a su lado en las situaciones más difíciles y además se relaciona mejor con su familia. Sin más amigos con los que poder estar, Peter llega a la conclusión de que debe suicidarse, aunque Lois consigue disuadirle e intenta hacer las paces con Quagmire. Peter le dice a Quagmire que para que vuelvan a ser amigos le tiene que disparar en el brazo igual que hizo él. Quagmire acepta sin pensárselo dos veces pero Peter no le da el arma porque pensaba que "con la intención ya bastaba". Los dos empiezan a discutir y Joe finalmente le dispara a Peter en el brazo con el fin de terminar su disputa. Pero Peter (enfadado por haber sido disparado por Joe) y Quagmire (quién quería dispararlo él en el brazo) están insatisfechos. Quagmire termina disparando a Peter en la cabeza haciendo las paces. Al final del episodio, Lois lleva a Peter (que tiene un daño cerebral por el disparo de Quagmire) en una silla de ruedas explicándole a su mujer lo contento que está de que él, Quagmire y Joe vuelvan a ser amigos.

## Recepción

### Audiencia
El episodio obtuvo 4.11 millones de espectadores en su estreno por FOX en Estados Unidos. Fue el espectáculo más visto de la noche de la dominación de la animación venciendo a American Dad!, Bob's Burgers y Los Simpson.

### Recepción crítica
Eric Thurm de The A.V. Club calificó el episodio con una C-, diciendo "Cuando gran parte del episodio se basa en mover a Brian desde un extremo del espectro de la paternidad a la otra, esa historia tiene que ser convincente, sobre todo, sin muchos chistes. Pero debido a que es difícil comprar a Brian al principio, es difícil ver este episodio o tomárselo en serio (o tan en serio como usted nunca tomaría un episodio de Padre de familia)".
- Datos: Q15714515